# Spinat
Spinat er en etårig grøntsag som dyrkes for dens spiselige grønne blade. Af beslægtede arter kan nævnes Bede-slægten (bl.a. rødbede, sukkerroe og bladbede) og Gåsefod-slægten (bl.a. Quinoa og Hvidmelet Gåsefod), der ligesom spinat alle hører til Amarant-familien (tidl. Salturt-familien).

## Historie
Spinat dyrkedes allerede for over 2000 år siden i Persien og er derefter blevet bragt til andre verdensdele som kulturplante. Den blev i år 647 bragt til Kina fra Nepal som en gave. Fra disse lejligheder stammer de første kendte kilder, der omtaler spinat. De er skrevet på kinesisk og omtaler spinaten som "persisk urt". Vores navn "spinat" stammer fra oldfransk "espinache", som lyder lidt som det arabiske navn for spinat.

## Botanik

### Livscyklus
Vilde arter af spinat vokser bl.a. i Den frugtbare halvmåne (område i Sydvestasien), hvorfra spinaten oprindeligt stammer. Planterne har tilpasset sig de varme somre dér ved at gå i stok og slå frø, inden det bliver alt for varmt. Det er dagslængden, der sætter frøsætningen i gang. Varme eller en overgang fra mildt til varmt vejr accelererer denne. Efter frøsætningen visner spinaten bort, og frøenes spiring (der aktiveres af lavere temperaturer) starter først om efteråret. Vinter sløver væksten ned, men planterne overvintrer, og livscyklen gentager sig med frøsætning, når dagslængden igen er tilpas lang.

### Formering
Spinat har separate hanblomster (med pollenproducerende støvdragere) og hunblomster (med støvfangere). Spinat vindbestøves og pollen har en rækkevidde på ca. 1 km.
I en spinatpopulation kan findes fire typer planter:
- hunplanter: har kun hunblomster. Kan dog, ved mangel af pollen, skifte køn og producere hanblomster
- hanplanter (extreme males): har kun hanblomster, er små, går tidligt i stok og kun blomster og ingen blade på den øverste del af stilken. Producerer store mængder pollen i kort periode.
- hanplanter (vegetative males): har kun hanblomster, og blade på alle dele af stilken. Går senere i stok og producerer mindre mængder pollen over længere periode.
- planter med en blanding af han og hun blomster

### Typer
Spidsfrøede (prickly seeded) er de ældste, mens rundfrøede (round seeded, smooth seeded) er mest udbredt i dag.
Flat leaf (flade blade) anvendes mest til forarbejdning og savoy (krøllede blade) sælges frisk.
Babyspinat (tidligt høstede, små blade) sælges frisk.

### Hybridspinat
For en generel diskussion af fordele og ulemper ved F1-hybrider frem for traditionelle frøægte afgrøder (OP-afgrøder), se artiklen om F1-hybrider.
F1-hybridspinat er første generation af krydsningen mellem to rene linjer med særligt udvalgte egenskaber. De fremkomne hybridplanter er genetisk ens og har en række landbrugsmæssige fordele (udover ensartetheden kan det være særligt stort udbytte, modstandsdygtighed overfor sygdomme etc.). I 2006 blev 5650 ha landbrugsjord brugt til produktion af hybridspinatfrø, hvilket svarer til 75% af produktionen af hybridspinatfrø på verdensbasis.

## Egenskaber og ernæring

### Jernindhold
Spinat har for grøntsager et relativt højt jernindhold på 4.5 mg/100g. Tidligere har det være antaget, at jernindholdet var fantastisk højt, og at spinat skulle være en særlig sund grøntsag, delvis baseret på en kommafejl i måleresultater fra dr. E von Wolf i 1870. Tegneseriehelten Skipper Skræk spiste netop spinat for at opnå overnaturlige kræfter (fra 1932). Først 67 år senere, i 1937, blev det opdaget, at fejlen havde tidoblet det faktiske jernindhold. Da spinatens indhold af oxalsyre hæmmer kroppens optagelse af jern og kalcium, må det siges at være en myte, at spinat er nogen god jernkilde. Fejlen fik omtale i British Medical Journal i 1981, og har tjent som et hyppigt anvendt eksempel på vigtigheden af akademisk nøjagtighed. Imidlertid er historien om kommafejlen selv en myte. Da nogen begyndte at lede efter tidsskriftet, hvor kommafejlen angivelig stod trykt, viste det sig, at tidsskriftet slet ikke fandtes.

### Oxalsyre
Spinat har et relativt højt indhold af oxalsyre på ca. 1g/100g. Oxalsyre fælder ud sammen med jern og kalcium, så disse mineraler bliver utilgængelige for kroppen. Det kan også give en fornemmelse af ru tænder. For at undgå denne og oxalsyrens sundhedsmæssige ulemper (se artiklen om oxalsyre), kan spinaten evt. koges sammen med kalciumholdige fødevarer (fx mælkeprodukter) eller med nonoxal (der består af kalciumklorid) for at neutralisere syren.

### Nitrat og nitrit
I spinat findes nitrat, som visse bakterier kan omdanne til det sundhedsskadelige nitrit. Spinatens indhold af nitrat stimulerer to proteiner, og ved forsøg med mus gav stimuleringen af disse proteiner betydeligt større muskler.

### Rå eller kogt
Ved kogning skrumper spinat betragteligt, og bladene bliver bløde og slappe. Samtidig ødelægges mange næringsstoffer i spinat. Måske derfor er det blevet populært at spise den rå.
I 2006 blev godt 200 mennesker i USA smittet af kolibakterier ved at have spist frisk spinat. Kolibakterierne stammede fra dyregødning. Denne (ikke alenestående) hændelse har vist, at der er en risiko forbundet med at spise frisk spinat.

## Anvendelser
Kan anvendes i supper, som tilbehør (f.eks. smørdampet eller stuvet) eller rå i salater.
Spinat bruges også som farvestof i pasta.

## Ordsprog
At jokke i spinaten: At begå en dumhed.

## Fodnoter
1. 1 2  "University Of Georgia". Arkiveret fra originalen 14. maj 2008. Hentet 5. april 2008.
2. ↑  Arkiveret 17. december 2007 hos  Wayback Machine Food Resource [http://food.oregonstate.edu/], Oregon State University, Corvallis, OR (Webside ikke længere tilgængelig)
3. ↑  Arkiveret 17. december 2007 hos  Wayback Machine Food Resource [http://food.oregonstate.edu/], Oregon State University, Corvallis, OR (Webside ikke længere tilgængelig)
4. 1 2  "Seed Production Manuals Outline:" (PDF). Arkiveret fra originalen (PDF) 4. december 2008. Hentet 5. april 2008.
5. ↑  "6 om dagen – Produktinformation". Arkiveret fra originalen 10. juni 2007. Hentet 5. april 2008.
6. ↑  "L. Dæhnfeldt A/S". Arkiveret fra originalen 28. april 2008. Hentet 5. april 2008.
7. ↑  Data fra Fødevaredatabanken for rå spinat Arkiveret 23. november 2007 hos  Wayback Machine
8. ↑  Skipper Skræk får Mavekneb – dr.dk/DR2/VidenOm
9. ↑  Professor Ole Bjørn Rekdal: "Akademisk mytemageri", Bergens Tidende 5. februar 2015
10. ↑  "Oxalic Acid Content of Selected Vegetables". Arkiveret fra originalen 24. oktober 2005. Hentet 5. april 2008.
11. ↑  Skipper Skræk har ret: Spinat giver store muskler
12. ↑  "US FDA/CFSAN – Nationwide E. Coli O157:H7 Outbreak: Questions and Answers". Arkiveret fra originalen 25. marts 2008. Hentet 5. april 2008.